# Who I Am (álbum de Nick Jonas & the Administration)
Who I Am é o álbum de estreia da banda Nick Jonas & the Administration e o segundo álbum de Nick Jonas sem os Jonas Brothers. Foi lançado primeiramente 2 fevereiro de 2010, no Estados Unidos. O grupo fez sua estréia ao vivo apresentando o primeiro single do álbum, seu homônimo, no concerto de nomeações do Grammy Award, em 2 de dezembro de 2009, na CBS. David Ryan Harris toca a guitarra durante o álbum, mas foi substituído nas apresentações da turnê de divulgação, Who I Am Tour, por Sonny Thompson. Vendeu 82 mil cópias em sua primeira semana nos Estados Unidos, estreando no número três da Billboard 200.
Seu primeiro single, também intitulado "Who I Am", foi lançado em 3 de dezembro de 2009, e obteve a posição 72.ª na Billboard Hot 100 e a 48.ª na Canadian Hot 100.

## Informações do álbum
Who I Am foi gravado e editado em Nashville, Tennessee, durante oito dias, por Nick Jonas e pelo produtor John Fields, que também tocou baixo. Nick descreve as canções que escreveu como "'Coração e alma', por que a música que eu faço é do meu coração, e a letra que escrevo é da minha alma", adicionando que "é uma espécie de cruzamento entre minhas raízes no R&B e soul com um tipo de música rock/pop por trás". O baterista Michael Bland descreveu o material como "menos enfeitado" do que um álbum dos Jonas Brothers, afirmando que não estavam realmente preocupados se as canções iriam "soar como um hit ou não".
Uma canção chamada "Stay", foi gravada pela banda, mas não está presente na versão padrão do álbum. Nick Jonas and the Administration havia apresentado a faixa em concerto e, logo depois, ela foi gravada em estúdio. Nick Jonas declarou que, talvez, ela seja colocada em uma versão bônus do álbum, afirmando que a escreveu "um pouco tarde para adicionar à gravação".

## Faixas
| N.º | Título                          | Compositor(es)                                     | Duração |  |
| 1.  | "Rose Garden"                   | Nick Jonas                                         | 3:34    |  |
| 2.  | "Who I Am"                      | Nick Jonas                                         | 4:05    |  |
| 3.  | "Olive & an Arrow"              | Nick Jonas                                         | 4:58    |  |
| 4.  | "Conspiracy Theory"             | Nick Jonas                                         | 3:46    |  |
| 5.  | "In the End"                    | P.J. Bianco, Greg Garbowsky, Nick Jonas            | 4:52    |  |
| 6.  | "Last Time Around"              | P.J. Bianco, Greg Garbowsky, Nick Jonas            | 4:07    |  |
| 7.  | "Tonight" (nova versão)         | Greg Garbowsky, Nick Jonas, Joe Jonas, Kevin Jonas | 4:18    |  |
| 8.  | "State of Emergency"            | John Fields, Nick Jonas                            | 3:34    |  |
| 9.  | "Vesper’s Goodbye"              | P.J. Bianco, Nick Jonas                            | 3:11    |  |
| 10. | "Stronger (Back on the Ground)" | Nick Jonas, Leeland Mooring, Jack Mooring          | 4:56    |  |

| DVD |                         |         |  |
| N.º | Título                  | Duração |  |
| 1.  | "Rose Garden"           |         |  |
| 2.  | "Who I Am"              |         |  |
| 3.  | "Olive & an Arrow"      |         |  |
| 4.  | "Conspiracy Theory"     |         |  |
| 5.  | "In the End"            |         |  |
| 6.  | "Last Time Around"      |         |  |
| 7.  | "Tonight" (nova versão) |         |  |
| 8.  | "State of Emergency"    |         |  |

## Recepção da crítica
Segundo o Metacritic, o álbum geralmente recebeu críticas "médias ou mistas". O site, que atribui uma avaliação normalizada em 100 a partir de comentários críticos, calculou uma pontuação média de 57, através de sete opiniões recolhidas.
Stephen Thomas Erlewine, crítico do Allmusic, elogiou o álbum, afirmando que ele era "imaculadamente polido e absolutamente limpo" e comparando o som com Steve Winwood e a voz de Nick com Stevie Wonder e Prince nas faixas "State of Emergency" e "Rose Garden", respectivamente. Ainda sobre sua voz, Fraser McAlpine escreveu na BBC que ele "tem uma ótima voz para pop [...] porém não é uma ótima voz para rock". De forma semelhante, Todd Martens, do Los Angeles Times, declarou que Nick "canta e uiva como se estivesse tentando criar alguns bigodes de rock 'n' roll ou tivesse que provar algo". Em uma crítica no Entertainment Weekly, Mikael Wood chamou Who I Am de "muito completo, vagamente surpreendente - e um pouquinho tedioso".

## Paradas musicais
| País           | Parada (2010)                   | Melhor posição |
| -------------- | ------------------------------- | -------------- |
| Argentina      | CAPIF Charts                    | 1              |
| Austrália      | ARIA Charts                     | 46             |
| Bélgica        | Belgium Albums Chart (Flanders) | 17             |
| Bélgica        | Belgium Albums Chart (Wallonia) | 56             |
| Canadá         | Canadian Albums Chart           | 4              |
| Estados Unidos | Billboard 200                   | 3              |
| Grécia         | Greece Albums Chart             | 39             |
| Irlanda        | Irish Albums Chart              | 37             |
| México         | Mexico Albums Chart             | 1              |
| Países Baixos  | Dutch Albums Chart              | 27             |
| Reino Unido    | UK Albums Chart                 | 50             |

## Histórico de lançamento
| Região         | Data                    |
| -------------- | ----------------------- |
| México         | 22 de janeiro de 2010   |
| Polônia        | 29 de janeiro de 2010   |
| Reino Unido    | 1 de fevereiro de 2010  |
| Suécia         | 1 de fevereiro de 2010  |
| Estados Unidos | 2 de fevereiro de 2010  |
| Espanha        | 9 de fevereiro de 2010  |
| Brasil         | 9 de fevereiro de 2010  |
| Austrália      | 12 de fevereiro de 2010 |
| Europa         | 19 de fevereiro de 2010 |